# Hayoceros
Hayoceros- вимерлий рід ссавців родини вилорогових. Ендемік Північної Америки. Мешкав в плейстоцені (1,8-0.3 млн років тому)..

## Морфологія
Довжина тіла Hayoceros становила близько 1,5 м, і за багатьма показниками він нагадував сучасного вилорога. Однак, крім пари роздвоєних рогів, розміщених над очима, як в сучасних вилорогів, у нього була додаткова пара рогів, довша і не розвоєна, розміщена на задній частині черепу. Скоріш за все, самці використовували ці роги в ритуальних двобоях, як це роблять сучасні вилороги, блокуючи один одного рогами, а потім штовхаючись..

## Систематика
Виділяють два види:
- Hayoceros barbouri Skinner, 1942
- Hayoceros falkenbachi Frick, 1937